# 文公 (秦)
文公（ぶんこう、? - 紀元前716年）は、秦の第2代公。襄公の子。竫公の父。

## 生涯
襄公12年（前766年）、襄公が薨去したため、文公が立って秦君となった。
文公元年（前765年）、西垂に住んだ。
文公3年（前763年）、兵700人を引き連れて東方で狩りをした。
文公4年（前762年）、汧水・渭水の合流地点（秦）に行き、「昔、周の孝王が我が祖先の秦嬴をこの地に封じられたため、のちに諸侯になることができた」と言って吉凶を卜したところ、吉とあったので、邑をここに営んだ。
文公10年（前756年）、初めて鄜畤（ふじ）を作り、三牢の犠牲を供えて祭った。
文公13年（前753年）、初めて史官を置いて記録をとらせた。民の同化する者が多かった。
文公16年（前750年）、兵を率いて戎を討ち、戎を敗走させた。その余民を収めて自国の民とし、岐山を境として岐山以東を周に献上した。
文公20年（前746年）、初めて三族を罰する法律を制定した。
文公23年（前743年）、南山の大梓・豊・大特を討伐した。
文公48年（前718年）、文公の太子が卒去し、竫公と諡した。文公は竫公の長子を太子とした。
文公50年（前716年）、薨去し、西垂に葬られた。太子が立ち、寧公となった。

## 参考資料
- 『史記』（秦本紀第五）